# Kubova Huť
Kubova Huť (en allemand : Kubohütten) est une commune du district de Prachatice, dans la région de Bohême-du-Sud, en République tchèque. Sa population s'élevait à 95 habitants en 2023.

## Géographie
Kubova Huť se trouve à 8 km au sud de Vimperk, à 17 km à l'ouest-sud-ouest de Prachatice, à 52 km à l'ouest de České Budějovice et à 131 km au sud-sud-ouest de Prague.
La commune est limitée par Vimperk au nord, et par Horní Vltavice à l'est, au sud et à l'ouest.

## Histoire
La première mention écrite de Kubova Hut date de 1728, année de fondation d'une verrerie par Johann Podschneider.

## Transports
Par la route, Kubova Huť se trouve à 10 km de Vimperk, à 32 km de Prachatice, à 68 km de Ceské Budejovice et à 157 km de Prague.